# Bernard Rancillac
Pour les articles homonymes, voir Rancillac.
Bernard Rancillac,  né le 29 août 1931 dans le 14e arrondissement de Paris et mort le 29 novembre 2021 à Malakoff, est un artiste-peintre et sculpteur français, représentant majeur de la nouvelle figuration.

## Biographie
Bernard Rancillac est né rue Hallé, à Paris, aîné de cinq frères dont l'un, Paul, deviendra le sculpteur Jean-Jules Chasse-Pot.
Après une petite enfance en Algérie jusqu'en 1937, il passe la guerre chez son père à Yssingeaux, dans la Haute-Loire, et étudie au collège religieux. Après la guerre, il retourne à Bourg-la-Reine et achève ses études au lycée Lakanal. En 1949, sous la pression familiale, il se prépare sans conviction au professorat de dessin à l'atelier de Met de Penninghen où il rencontre Bernard Aubertin.
En 1953, il effectue son service militaire dans les tirailleurs marocains à Meknès. Une librairie locale, La Comédie humaine, expose ses premiers dessins. De retour en France, il installe son premier atelier à Bourg-la-Reine en 1955, tout en exerçant le métier d'instituteur. En 1958, un contrat avec le docteur Audouin, collectionneur, lui permet de quitter l'enseignement.
De 1959 à 1962, Rancillac étudie la gravure à l'Atelier 17 de S.W. Hayter. Entre-temps, en 1961, il obtient le prix de peinture à la biennale de Paris. 
Il épouse Marie-Claude Teuma et s'installe rue des Carmes.
En 1963, autour de la galerie Mathias Fels, se forme le premier noyau de la nouvelle figuration. L'année suivante, avec Gérald Gassiot-Talabot, Hervé Télémaque et Foldes, il est coorganisateur de l'exposition « Mythologies quotidiennes ».
En 1964 naît sa fille Nathalie. Pour chacun de ses anniversaires, il exécutera un tableau.
En 1966, il crée son unique meuble, le fauteuil-éléphant, présenté dans le cadre de l'exposition « Les Assises du siège contemporain » au musée des arts décoratifs de Paris en mai 1968.
En 1967, Rancillac fait un séjour à La Havane avec le Salon de mai. En mai 1968, il réalise des affiches sérigraphiques à l'Atelier populaire des beaux-arts. Ainsi, il contribue aux Affiches murales et slogans de Mai 68.
Les premières rétrospectives de son œuvre se tiennent, en 1969, à Vitry-sur-Seine puis aux musées de Saint-Étienne et de Brest.
Il emménage, en 1970, dans un atelier dans le quartier de la Bastille puis, l'année suivante, s'installe à l'écluse de Boran-sur-Oise où il travaillera pendant une dizaine d'années. Il est chargé de cours à l'université Paris I.
En 1982, Rancillac entreprend les « images éclatées » dans son nouvel atelier d'Arcueil. Entre 1982 et 1987, il crée des décors de théâtre pour des mises en scène de Michel Puig au théâtre des Ulis, où il tient différents rôles à plusieurs reprises : Théramène dans Phèdre de Racine, Trissotin dans Les Femmes savantes de Molière, Hachile dans Le Barbier de Séville d'après Beaumarchais et Rossini.
En 1988, il effectue un voyage en Chine, où il donne des conférences dans les principales écoles des beaux-arts.
Il meurt le 29 novembre 2021, à l'âge de 90 ans.

## Expositions

### Expositions personnelles
- 1956 : galerie Le Soleil dans la tête
- 1963 : Rancillac, Galerie La Roue, Paris, France, catalogue : textes Raoul-Jean Moulin et Jean-Jacques Lévèque
- 1965 : Bernard Rancillac : Série Walt Disney, galerie Mathias Fels, Paris. Catalogue : texte Gérald Gassiot-Talabot
- 1967 : L'année 66, galerie Mommaton, Paris, catalogue : texte Pierre Bourdieu
- 1969 : Pornographie, galerie Daniel Templon, Paris ; galerie Alfieri, Venise
- 1970 : Rétrospective, musée de Saint-Étienne, et musée des beaux-arts de Brest, catalogue : texte Bernard Ceysson
- 1971 : Le vent, Centre national d'art contemporain, Paris, catalogue : texte Gilbert Mury
- 1972 : Der Wind, Kunsthalle de Hambourg (catalogue : Werner Hofmann) ; Von der Heydt Museum, Wuppertal, Allemagne ; Aktion Galerie, Berne, Suisse
- 1974 : Jazz, Galerie Mathias Fels, Paris, France et Galerie H.M, Bruxelles
- 1975 : Jazz et politique, musée des beaux-arts, Nancy
- 1976 : « Mythologie de l'image contemporaine », avec Atila Biro, Guillaume Corneille, Maryan S. Maryan, Bernard Rancillac, Hugh Weiss,
- 1977 : Les Années Vitamines, galerie Krief, Paris, catalogue : texte Anne Tronche. Journal colorié, galerie Jacqueline Storme, Lille, catalogue : texte Gérard Durozoi. Rétrospective, musée de Tourcoing, Tourcoing, et maison de la culture, Amiens, catalogue : texte Michel Troche
- 1979 : RANCILLAC. Galerie Convergence Nantes
- 1980 : À la mémoire de…, ARC, musée d'art moderne de la ville de Paris, catalogue : texte Gérald Gassiot-Talabot
- 1987 ; RANCILLAC. Galerie Convergence Nantes
- 1985 : 20 ans de peinture, Institut français d'Athènes, Athènes. Images éclatées, Pavillon des arts, Paris, catalogue : texte Bernard Noël
- 1988 : 25 ans d'images provocantes, galerie Michel Vidal, Paris
- 1989 : Cinémonde, galerie 1900-2000, Paris, catalogue : texte Viviane Forrester
- 1991 : 1931-61-91, galerie Thierry Salvador, Paris
- 1992 : Sud-Sud, galerie Vincent, île de La Réunion
- 1994 : Orient-Occident, abbaye Saint-André, centre d'art contemporain, Meymac, catalogue : texte Paul Ardenne. Round midnight, galerie Mathias Fels
- 1995 : Cinécollages, Galerie Convergence , Nantes
- 1996 : Extrême Occident, Villa Tamaris Pacha, La Seyne-sur-Mer. La leçon de peinture, Centre culturel Noroît, Arras, catalogue : texte Alain Jouffroy
- 1997 : Jazz, galerie Hervé Lourdel, Paris
- 1998 : Jazz, Fort Napoléon, La Seyne-sur-Mer
- 2000 : Algérie, Institut universitaire de formation des maîtres, Lyon. Rancillac, Palais des congrès, Paris
- 2001 : Morceaux choisis, galerie Sonia Zannettacci, Genève
- 2003 : Rétrospective musée d'art moderne de Saint-Étienne
- 2004 : Le Regard, Château Prieural de Monsempron-Libos
- 2008 : Rancillac, Galerie Lelia Mordoch, foire d'Art Paris, Grand Palais, Paris
- 2011 : En duo avec Jean-Jules Chasse-Pot, galerie Anne-Marie et Roland Pallade[4], Lyon
- 2014 :  Encore lui, vie et mort de Mickey, galerie Lelia Mordoch, Paris
- 2014 : Récits, L'Aspirateur, Narbonne, œuvres de 1961 à 2012.
- 2017 : Rancillac, Rétrospective, Espace Oscar Niemeyer, Paris
- 2017: "Rancillac, les années pop", Musée de l'abbaye de sainte-croix, les sables d'Olonne.

### Expositions collectives
- 1958 : Salon de la Jeune Peinture, musée d'art moderne de la ville de Paris
- 1960 : Salon des réalités nouvelles, Paris
- 1961 : 2e biennale de Paris, musée d'art moderne de la ville de Paris (Rancillac reçoit le prix de peinture)
- 1962 : « Donner à voir », galerie Creuse (cat. Jean-Jacques Lévèque)
- 1964 : « Mythologies quotidiennes », musée d'art moderne de la Ville de Paris (Rancillac est coorganisateur de l'expo). Salon de mai, Paris. « Rencontres », galerie Krugier, Genève
- 1965 : « La Figuration narrative dans l'art contemporain », galerie Creuse et galerie Europe, Paris
- 1966 : « Le Monde en question », ARC, musée d'art moderne de la ville de Paris, (cat. Gerald Gassiot-Talabot)
- 1967 : « Bande dessinée et figuration narrative », musée des arts décoratifs, Paris
- 1968 : « Peinture en France 1900-1967 », National Gallery, Londres, Washington, New York, Boston, Chicago, San Francisco. « Peintres européens d'aujourd'hui », musée des Arts décoratifs, Paris. Jewish Museum, New York, Musées de Washington, Chicago, Atlanta
- 1969 : « Art vivant », fondation Maeght, Saint-Paul-de-Vence
- 1970 : « Kunst und Politik », Badischer Kunstverein, Karlsruhe, musée de Wuppertal, musée de Francfort
- 1975 : « Paris-New York », Musée national d'art moderne Georges-Pompidou, Paris
- 1976 : Centre Régional d'Art Contemporain au Château du Tremblay à Fontenoy,  Mythologie de l'image contemporaine , avec Atila Biro, Guillaume Corneille, Maryan S. Maryan, Bernard Rancillac, Hugh Weiss
- 1977 : « Mythologies quotidiennes II », musée d'art moderne de la ville de Paris, Paris
- 1983 : « 1960 », musée de Saint-Étienne
- 1989 : « Art en France », musée national de Taïwan, Taïpei. « L'Auto : Mobile de l'art », galerie Sonia Zannettacci, Genève
- 1990 : « Nouvelle Figuration », galerie Schwarz, Los Angeles
- 1992 : « Figurations critiques », ELAC, Lyon (cat. Pierre Gaudibert)
- 1994 : « Hors les murs », musée des beaux-arts, Clermont-Ferrand
- 1995 : « Plein cadre », galerie Sonia Zannettacci, Genève
- 1997 : « Pop 60 », centre culturel de Bellem, Portugal (cat. Marco Livingstone)
- 1999 : « I love Pop », Chiostro del Bramante, Rome (cat. Lôrand Haegyi). « Pop Impressions », Moma, New York
- 2000 : « Les Créateurs de meubles du XXe siècle », Salon du meuble, parc des expositions de la porte de Versailles, Paris. « La Figuration narrative », villa Tamaris Pacha, La Seyne-sur-Mer ; Bergen Art Museum, Bergen, Danemark ; Reykjavik Art Museum, Reykjavik, Islande (à cette occasion, parution de La Figuration narrative par Jean-Louis Pradel)
- 2001 : « Les Années Pop », MNAM, centre Georges Pompidou, Paris
- 2002 : galerie Serge Laurent, Paris
- 2005 : « La Figuration narrative dans les collections publiques, 1964-1977 », Orléans, Dôle
- 2008 : « Figuration narrative, 1960-1972 », galeries nationales du Grand Palais, Paris. « La Figuration narrative », galerie Anne-Marie et Roland Pallade[5], Lyon

## Publications
- Peindre à l'acrylique, éd. Bordas, 1987  (ISBN 9782040163389)
- Voir et comprendre la peinture, éd. Bordas, 1991
- Le Regard idéologique, éd. Somogy et Guéna, 2000

## Bibliophilie
- Jacques Derrida (préface de Nelson Mandela), Pour le peuple africain, portfolio d'estampes de Henri Cueco, Daniel Clarke, Herve Di Rosa, André Fougeron, Gérard Gosselin, Jean Messagier, Ernest Pignon-Ernest, Bernard Rancillac, Antonio Saura, Antonio Segui et Vladimir Veličković, 225 exemplaires numérotés, éditions de l'Association nationale contre l'apartheid, Paris, 1994.